# Lobophyllia hemprichii
Lobophyllia hemprichii ist eine Steinkoralle (Scleractinia) aus den Riffen des tropischen Indopazifik.
Sie wachsen dort in Lagunen und allen Zonen der Riffe, oft an Riffhängen unter Überhängen. Sie können über große Flächen die dominierende Art sein.
Die Korallenkolonie hat eine flache oder halbkugelförmige Form. Die großen, fleischigen Polypen sitzen in voneinander isolierten Koralliten und sind meist oft kräftig rot, orange oder grün gefärbt. Das Mundfeld hat oft eine andere, hellere Farbe. Exemplare aus sehr hellen Zonen des Riffs sind braun oder hellgrau. 

## Aquarienhaltung
Lobophyllia hemprichii ist im Korallenriffaquarium nicht allzu schwer zu pflegen. Bei Kauf ist darauf zu achten, dass man unbeschädigte Exemplare bekommt, da die großen Polypen leicht verletzt werden können. 

## Weblink
- Lobophyllia hemprichii in der Roten Liste gefährdeter Arten der IUCN 2013.2. Eingestellt von: Turak, E., Sheppard, C. & Wood, E., 2008. Abgerufen am 10. Dezember 2013.